# Cala de Concagats
La cala de Concagats, o caleta de Concagats, o platja de la Corcollada, és una platja natural del municipi de Santa Cristina d'Aro (Baix Empordà), situada entre la platja de Vallpresona al sud, i la platja del Senyor Ramon al nord. Orientada a l'est, té una longitud de 73 m i una amplada de 21 m, formada per còdols. S'hi pot accedir des de la carretera GI-682 que comunica Tossa de Mar amb Sant Feliu de Guíxols, encara que aquesta no és la millor opció perquè el seu accés és escarpat i perillós.